# Alluaudomyia stictipennis
Alluaudomyia stictipennis är en tvåvingeart som beskrevs av Wirth 1952. Alluaudomyia stictipennis ingår i släktet Alluaudomyia och familjen svidknott.
Artens utbredningsområde är Kalifornien. Inga underarter finns listade i Catalogue of Life.